# (32107) Ylitalo
2000 KX64 (asteroide 32107) é um asteroide da cintura principal. Possui uma excentricidade de 0.03698790 e uma inclinação de 3.88040º.
Este asteroide foi descoberto no dia 27 de maio de 2000 por LINEAR em Socorro.